# Gavin Simonds
Gavin Turnbull Simonds, 1. wicehrabia Simonds (ur. 28 listopada 1881 w Reading, zm. 28 czerwca 1971) – brytyjski sędzia i polityk, minister w trzecim rządzie Winstona Churchilla.
Był synem Louisa DeLuze Simondsa i Mary Elizabeth Turnbull. Wykształcenie odebrał w Winchester College (Simonds był później pracownikiem tej uczelni oraz jej opiekunem w latach 1946–1951) oraz w New College na Uniwersytecie Oksfordzkim. W 1906 r. rozpoczął praktykę adwokacką. W 1924 r. otrzymał tytuł Radcy Króla. W 1929 r. zasiadł w radzie korporacji Lincoln's Inn, a w 1951 r. został jej skarbnikiem.
W 1937 r. został mianowany sędzią Wydziału Kanclerskiego Wysokiego Sądu Sprawiedliwości. Otrzymał również wówczas tytuł szlachecki W 1944 r. został parem dożywotnim jako baron Simonds i został jednym z Lordów Prawa, którzy realizowali funkcję sądownicze Izby Lordów. Pozostał na tym stanowisku do 1951 r. Sprawował je ponownie w latach 1954–1962.
Po wygranej Partii Konserwatywnej w wyborach 1951 r. Simonds został Lordem Kanclerzem. W 1952 r. otrzymał dziedziczny tytuł parowski 1. barona Simonds (w 1954 r. podniesiony do rangi wicehrabiego). Lordem Kanclerzem pozostał do 1954 r. W latach 1954–1967 był Wysokim Stewardem Uniwersytetu Oksfordzkiego. Od 1951 r. był Wysokim Stewardem Winchesteru.
Lord Simonds był żonaty z Mary Hope i miał z nią trzech synów. Najstarszy, Robert Francis, zmarł w dzieciństwie. Dwaj następni byli bliźniakami i urodzili się w 1915 r. Pierwszy z nich, John Mellor, zginął podczas operacji Market Garden w 1944 r. Drugi, Gavin Alexander, zmarł w 1951 r. z powodu choroby, jakiej nabawił się odbywając służbę w Afryce Wschodniej.
Simonds zmarł bezpotomnie w 1971 r. Wraz z jego śmiercią wygasły jego tytuły parowskie.